# 皇牌空战2
《皇牌空战2》是一款由南梦宫公司制作和发行的飞行模拟类游戏。游戏于1997年在索尼PlayStation发行。
玩家控制着飞行器，通过击毁多种空中和地面的目标来完成任务。本作引入了Ace概念，精英飞行员比标准的飞行员具有较好的射击能力。